# Dicranomyia (Dicranomyia) brevicubitalis
Dicranomyia (Dicranomyia) brevicubitalis is een tweevleugelige uit de familie steltmuggen (Limoniidae). De soort komt voor in het Neotropisch gebied.